# J. Macêdo
A J. Macêdo S/A é uma empresa brasileira que atua no mercado de moagem de trigo fundada em 1939, sendo a maior do ramo no país. Sua sede fica na cidade de Fortaleza.
Ela é detentora dos direitos da marca Farinha Dona Benta e o maior processador de trigo do Brasil com produção de farinhas domésticas e misturas para bolo.

## Marcas
A empresa é detentora das marcas Dona Benta, Dona Benta Profissional, Chiarini, Veneranda, Jauense (massas), Madremassas, Fermix, Sol (massas), Boa sorte, Flor (massas), Salt, Hit, Petybon, Brandini, Favorita, Lili, Familar, Águia (biscoitos), Premiata e Paraíba (massas) e Hidracor (Tintas Imobiliárias).

## Locais
Tem ainda oito unidades industriais espalhadas pelo Brasil: três moinhos de trigo (Fortaleza, Salvador, e Londrina) quatro fábricas de massas (Pouso Alegre, Maceió, Salvador e São José dos Campos) duas fábricas de mistura para bolo (Salvador e São Paulo), e uma fábrica de biscoitos (Simões Filho).
Sua infraestrutura logística conta com Centros de Distribuição (CDs) em Ananindeua (PA), Caucaia (CE), Recife (PE), Simões Filho (BA), Goiânia (GO), Rio de Janeiro (RJ), São José dos Campos (SP), Pouso Alegre (MG) e Itajaí (SC).

### Fabricas
- Salvador
- Simões Filho
- São José dos Campos
- Maceió (fechada em 2019)[4]

### Moinhos
- Campo Mourão
- Salvador
- São Paulo
- Londrina
- Varginha